# Зноймо
Зно́ймо (чеськ. Znojmo, колишня назва нім. Znaim) — місто в районі Зноймо Південноморавського краю Чехії з населенням 35 тисяч осіб (2005). Розташоване на лівому березі річки Диє, неподалік від кордону з Австрією.

## Історія

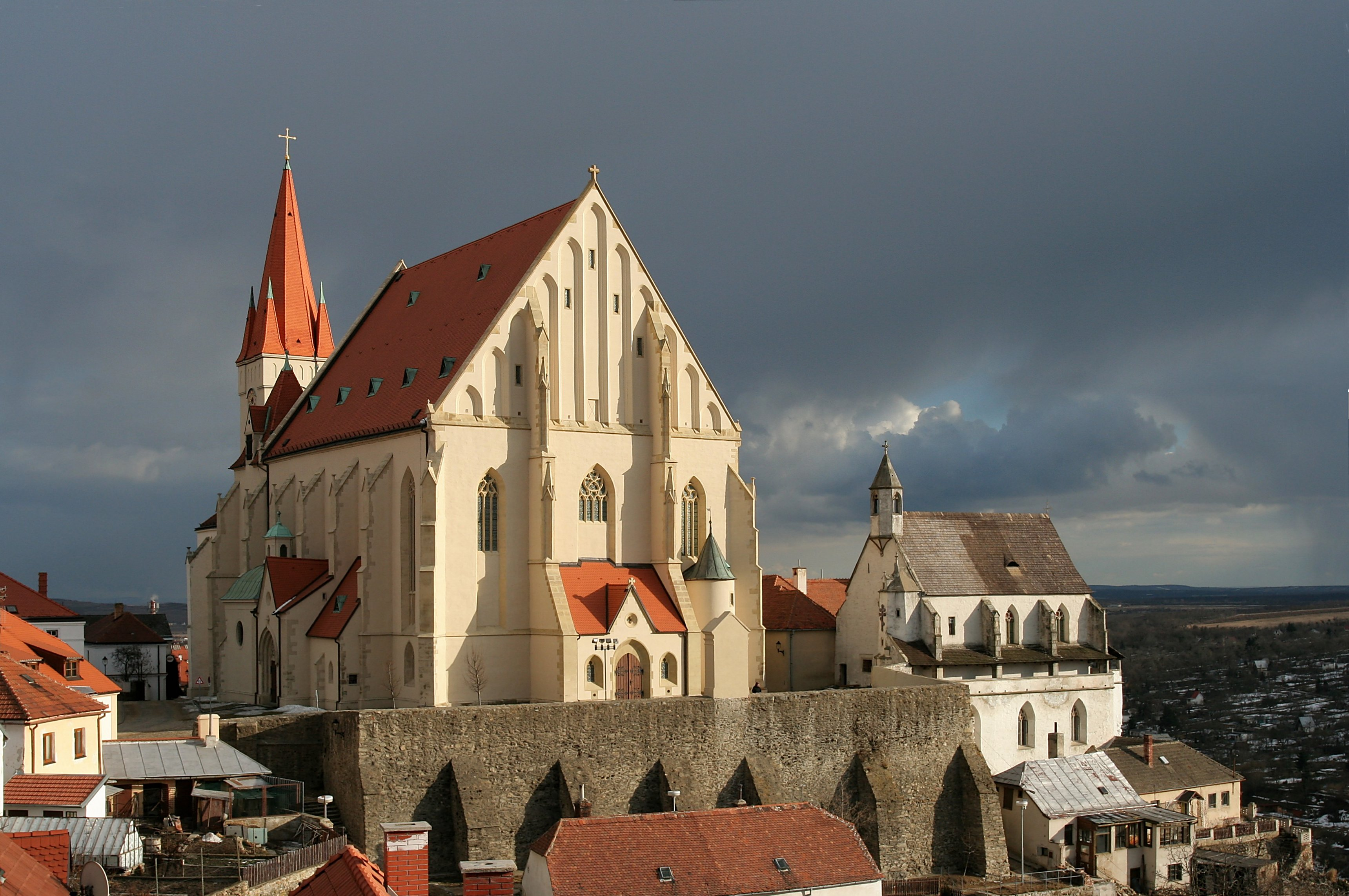
Церква святого Миколая

Місто засновано у 1055 році. Сучасне Зноймо закладено 1226 року чеським королем Пржемислом I Отакаром на місці стародавньої столиці маркграфів Моравії, знищеної 1145 року. До середини XIII століття використовувалось як фортеця чеською династією Пржемисловичів (від фортеці збереглась ротонда).
У Зноймо 12 липня 1809 року було укладено перемир’я між Наполеоном I та австрійським ерцгерцогом Карлом після закінчення Ваграмської битви. У часи перебування Чехії у складі Австрійської імперії місто мало назву Цнайм (нім. Znaim).
У жовтні-листопаді 1918 року Зноймо було центром самопроголошеного державного утворення Дойчзюдмерен (Німецька Південна Моравія).

## Економіка
У місті є шкіряна, керамічна, взуттєва й текстильна промисловість. Існує виробництво спортивного інвентарю. Харчова промисловість представлена виноробством, а також виготовленням фруктових й овочевих консервів.

## Пам’ятки

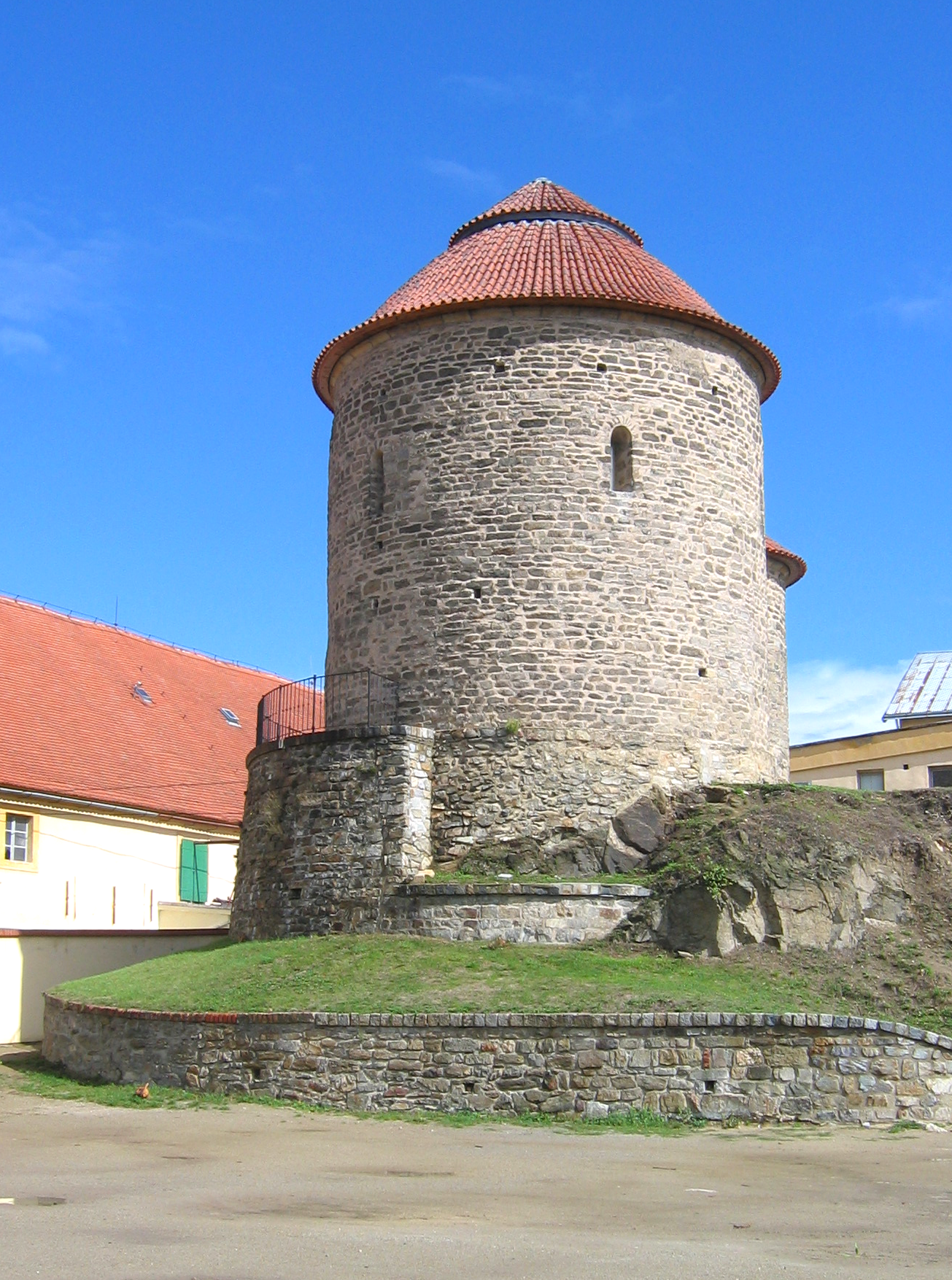
Ротонда святої Катержини

У Зноймо є безліч зразків середньовічної архітектури, серед яких:
- Готична церква святого Миколая (Kostel sv. Mikuláše). Зведена 1348 року імператором Карлом IV (він же під ім’ям Карл I — король Чехії).
- Будівля муніципалітету із 75-метровою вежею (бл. 1446).
- Ротонда святої Катержини (Rotunda sv. Kateřiny). Являє собою рештки частини замку, що належав Пржемисловичам. Інтер’єр ротонди прикрашено фресками 1134 року із зображеннями біблійських сцен і представників роду Пржемисловичів.

## Відомі особистості
У Зноймо народився скульптор Гуго Ледерер (1871—1940).
- Карл Борнеман (1885—1979) — австрійський і німецький офіцер, генерал-лейтенант вермахту.
- Ян Дашек (1837—1904) — власник фабрики художнього та будівельного слюсарства у Львові.

## Галерея

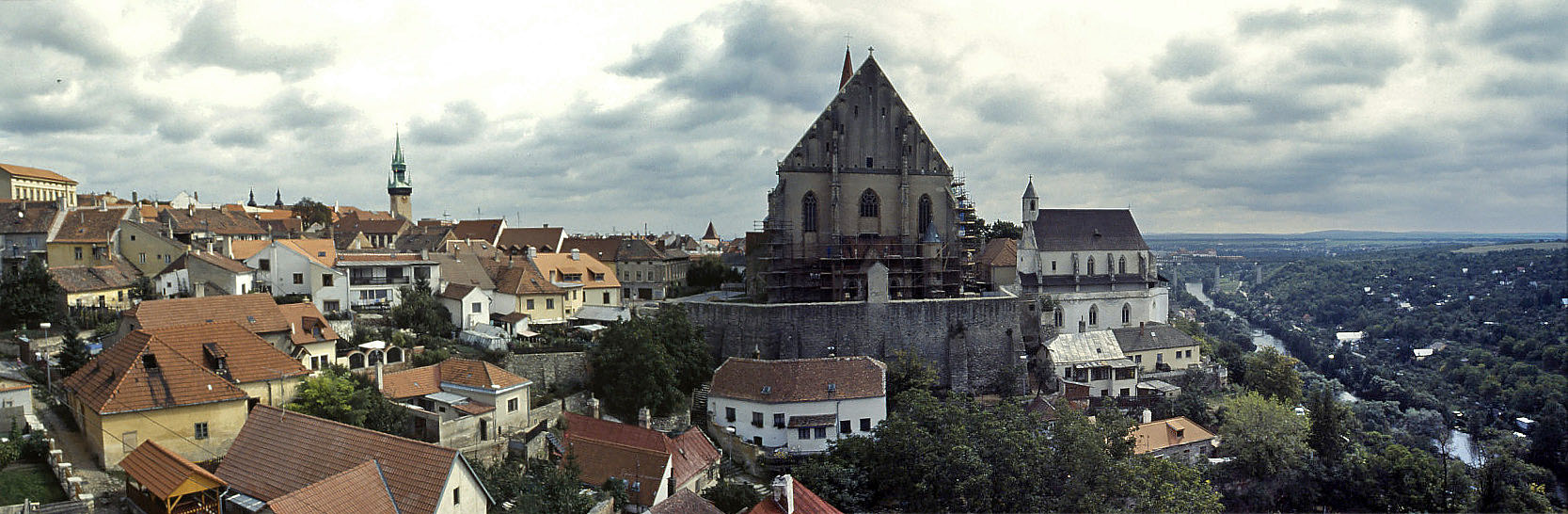
Панорама міста
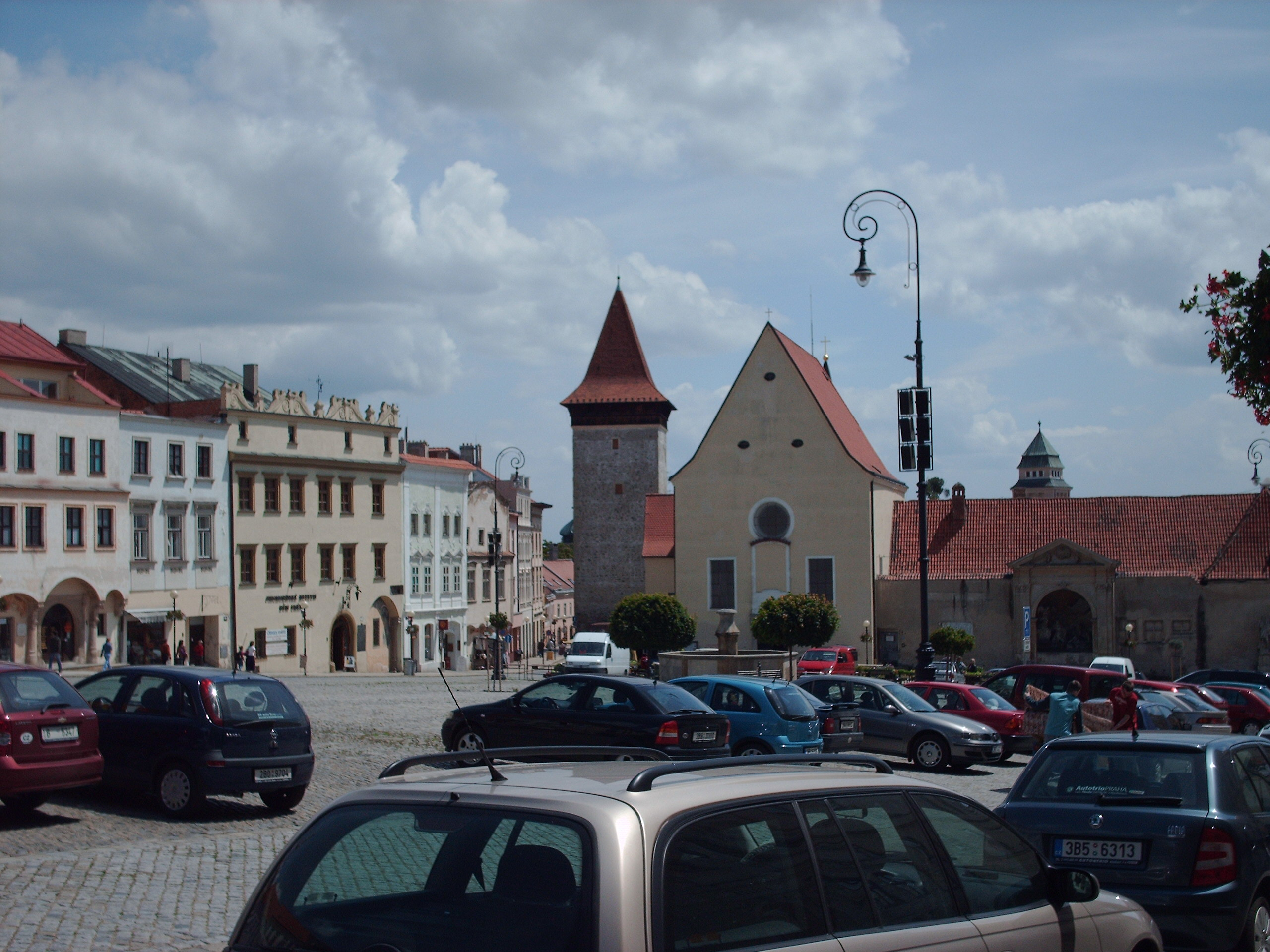
Старе місто
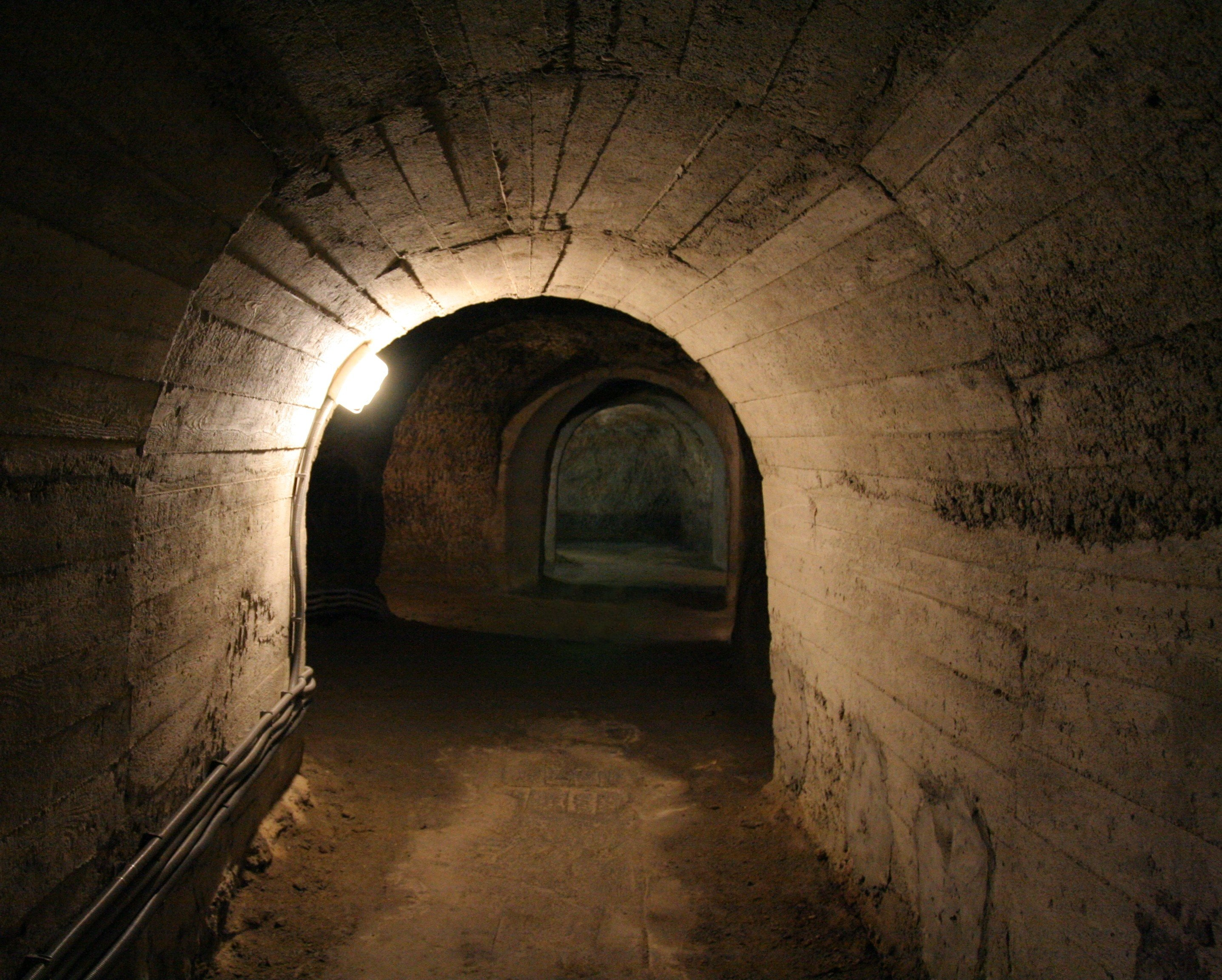
Підземні переходи (XIII—XVII століть)
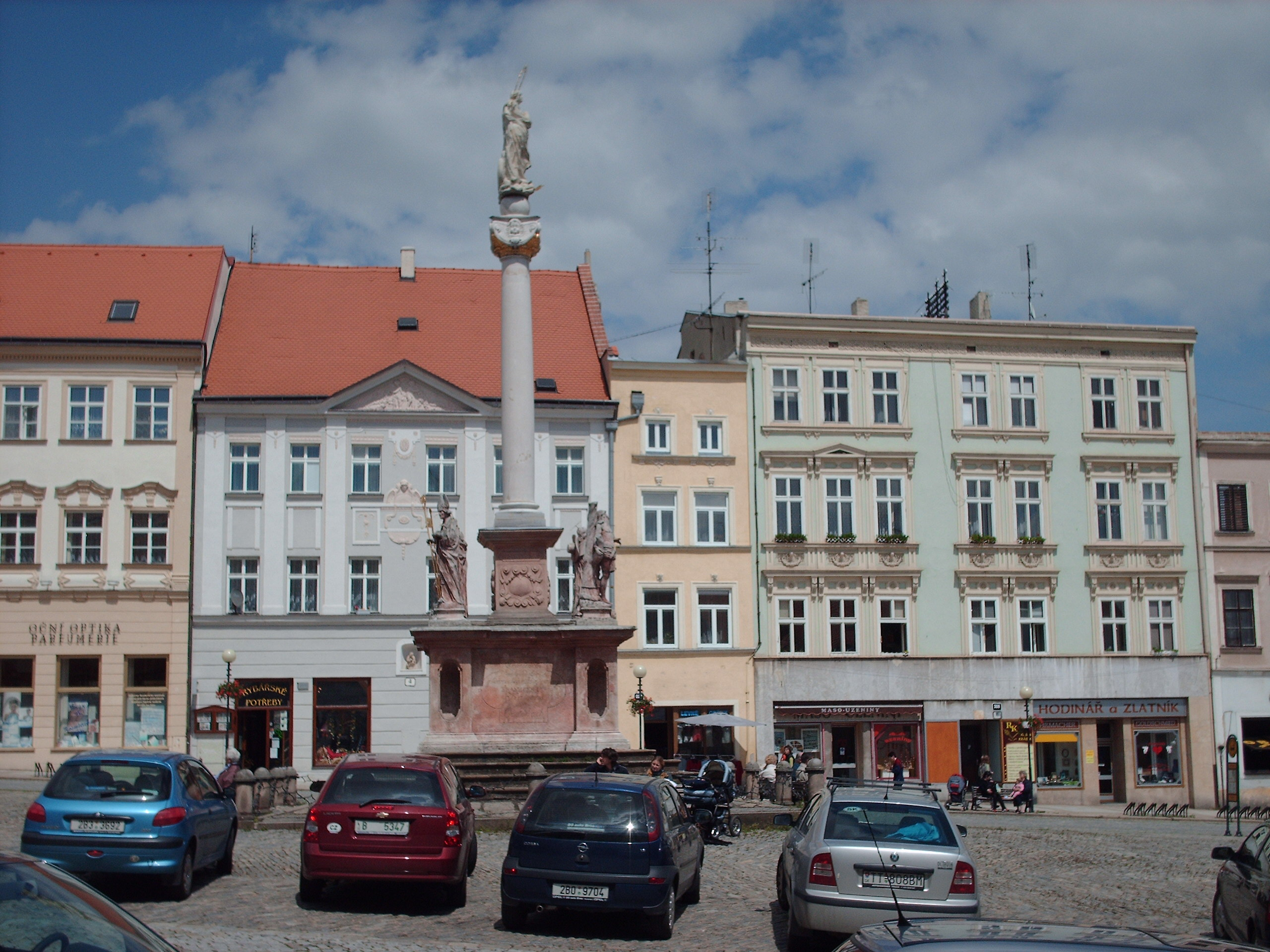
Чумна колона